# 猬甲龙属
猬甲龙（属名：Zaraapelta）是蒙古晚白垩世植食性甲龙科装甲类恐龙已灭绝的一个属，模式种游牧猬甲龙（Zaraapelta nomadis）由阿尔博尔等人于2014年命名和描述。猬甲龙所知于西戈约特组发现的单个颅骨，在系统发育分析中与多智龙关系最近。

## 发现与命名
2000年，菲力·柯里领导的团队的一个成员罗伯特·加伯德（Robert Gabbard）在蒙古国戈壁沙漠海明察夫附近的西戈约特发现一只甲龙颅骨。2014年，维多利亚·阿尔博尔将该化石命名为猬甲龙，但最初仍为无效的论文名。然而在同年晚些时候，模式种游牧猬甲龙（Zaraapelta nomadis）由阿尔博尔、柯里和已故蒙古女古生物学家德姆希格·巴达姆加拉夫正式命名。属名取自蒙古语зараа／zaraa（“刺猬”，指甲龙科多刺的外表）和希腊语πέλτη／peltè（“小盾”，甲龙科属名中常见的组成部分）；种名取自拉丁语nomas（“游牧部落”）的属格，纪念组织蒙古古生物考察活动的游牧探险旅行社。
正模标本MPC D-100/1388发现于西戈约特组的一层中，可追溯至大约7500万年前的坎帕阶中中期，由一个缺乏鼻尖和下颌的颅骨组成，可能代表一个亚成体。

## 描述
保存下来的颅骨前颌骨缺失，长约四十厘米，表明猬甲龙是种中型甲龙类。猬甲龙与所有其它甲龙类的区别在于上缘骨骼纹理光滑、内外表面粗糙的鳞状角，并且眼眶后面存在大量排列模式复杂的皮内成骨。
除这些自衍征外，猬甲龙与近亲美甲龙的区别在于：眼眶前面有大量皮内成骨；眼眶上缘的一个凹口导致此处的两个眶上皮内成骨有单独尖头；中眶上骨后段的后面缺乏明显的caputegulae（头部甲片）；颅顶后缘有少量突出皮内成骨；颅骨后部及枕髁在俯视图中可见。猬甲龙与近亲多智龙的区别在于：前额骨有少量侧向突出的caputegula；额骨下侧的鼻腔存在（骨化的）卷形鼻甲骨；中眶上骨后段的后面缺乏明显的caputegulae（头部甲片）；方骨与枕旁突融合。其与多智龙的主要区别在于独特的鳞状角形状。然而多智龙本身也有独特的鳞状角结构，该角前端有一个附属的皮内成骨。因此猬甲龙理论上可能仅表多智龙的老年个体，皮内成骨已移至鳞状角顶部，形成奇怪的双层结构。然而作者反对这种可能性，因为其它甲龙类物种中尚未发现鳞状角形状有太大的个体发生学变化。
颅骨后上角的鳞状角坚固且呈金字塔形，顶端尖锐，周围有光滑条纹；这些突然变成更深的褶皱区域，因此两侧皆有条纹。方颧颏角较大，后缘凹陷。眼眶后面，这些大角之间的脸颊区域由扁平皮内成骨填充且由深沟分隔，形成精致的“干硬泥浆”外观。眼眶本身被一狭窄骨环包围。其后缘有皮内成骨，上面的呈矩形，下面的逐渐变小，呈三角形。这些皮内成骨后面是七块较小的鳞甲，大致呈正方形且排列不规则。该结构后部由一个大型三角形皮内成骨构成。鳞状角下方及颏角上方有一排小突起。

## 种系发生学
本属被置于甲龙科。一项系统发育分析将其恢复为多多智龙的姐妹群。

## 古生物学
阿尔博尔指出美甲龙、多智龙和猬甲龙共享相同的栖息地。她认为，甲龙类物种相对丰富是由于它们是该地区的主要植食动物，因此有足够食物养活三个种群，尽管它们的相对生态位尚不清楚。头部装饰的差异将有助于物种识别。她没有看到两性异形的迹象，但假设性选择是典型猬甲龙头部装饰演化的一个因素。